# Acronyctodes cautama
Acronyctodes cautama là một loài bướm đêm trong họ Geometridae.